# 本特·薩穆埃爾松
本特·英厄马尔·薩穆埃爾松（瑞典語：Bengt Ingemar Samuelsson，1934年5月21日—2024年7月5日）是一名瑞典生物化學家，出生於哈尔姆斯塔德，為斯德哥爾摩大學學生與教授，他在1982年由於關於前列腺素生物機能的研究，而與蘇恩·伯格斯特龍以及約翰·范恩共同獲得諾貝爾生理學或醫學獎。

## 外部連結
- Swedish Medical Association's Jubilee Award
- The Official Site of Louisa Gross Horwitz Prize （页面存档备份，存于）